# Алберели (Модена)
Алберели (итал. Alberelli) је насеље у Италији у округу Модена, региону Емилија-Ромања.
Према процени из 2011. у насељу је живело 24 становника. Насеље се налази на надморској висини од 800 м.